# Miriam Cherop
 (août 2018).
Si vous disposez d'ouvrages ou d'articles de référence ou si vous connaissez des sites web de qualité traitant du thème abordé ici, merci de compléter l'article en donnant les références utiles à sa vérifiabilité et en les liant à la section « Notes et références ».
Miriam Cherop est une athlète kényane, spécialiste du 1 500 mètres.

## Biographie
En juillet 2018, elle remporte la médaille d'argent aux 1 500 mètres lors des Championnats du monde juniors d'athlétisme 2018, à Tampere en Finlande.

## Palmarès
- 2018 :  Championnats du monde juniors, (4 min 10 s 73)